# Eulophiella capuroniana
Eulophiella capuroniana är en orkidéart som beskrevs av Jean Marie Bosser och Philippe Morat. Eulophiella capuroniana ingår i släktet Eulophiella och familjen orkidéer. Inga underarter finns listade i Catalogue of Life.